# De Beauvoir Town

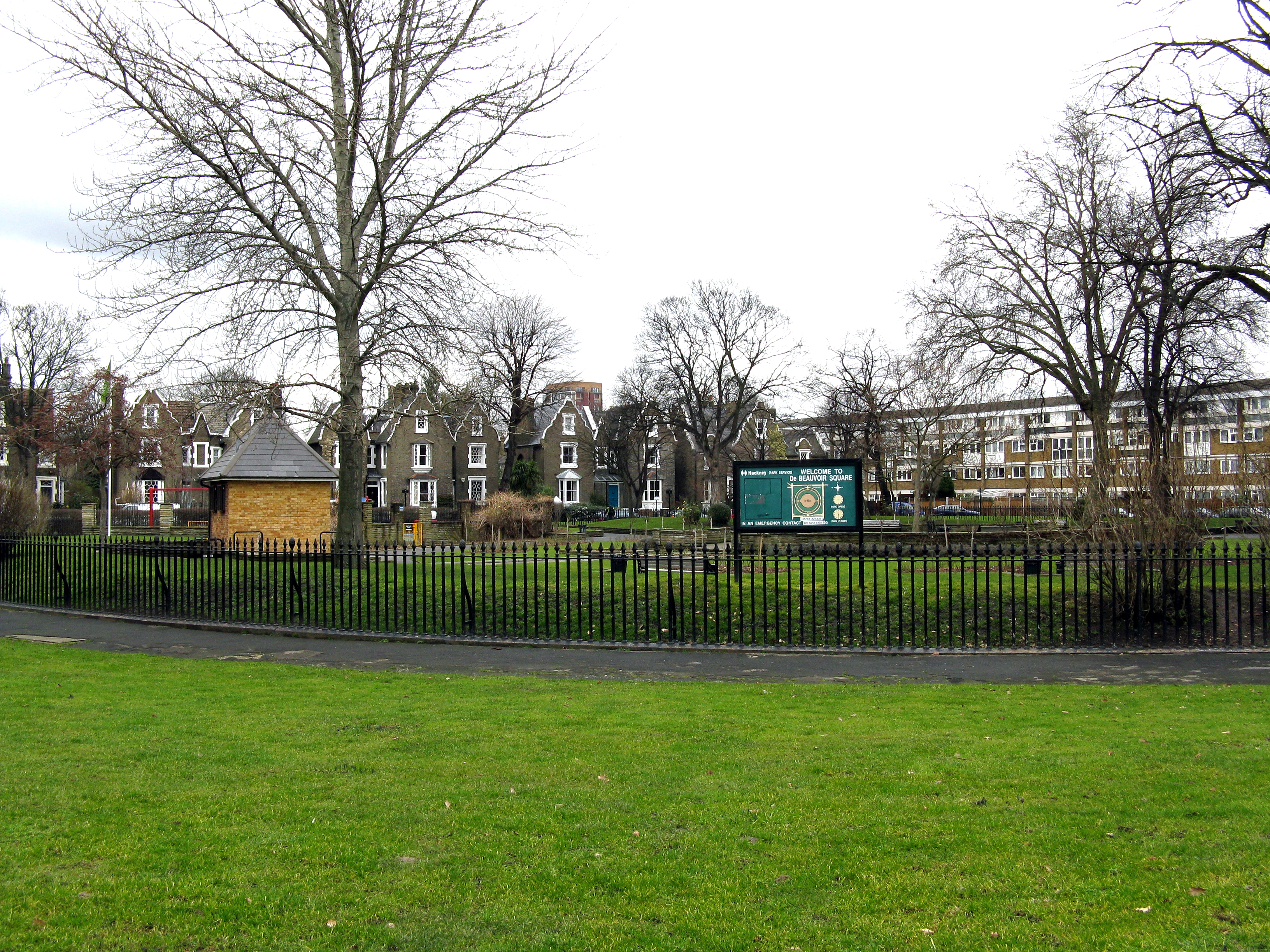
De Beauvoir Town; questa, in particolare, è De Beauvoir Square, la piazza principale del distretto.

De Beauvoir Town è un distretto del London Borough of Hackney, nella città di Londra.

## Etimologia
Il nome deriva dalla famiglia de Beauvoir, una famiglia britannica che nel XIX secolo possedette parte dell'area.

## Confini
De Beauvoir Town confina con Kingsland Road a est, con Southgate Road a ovest, col Regent's Canal a sud e con Tottenham Road a nord.

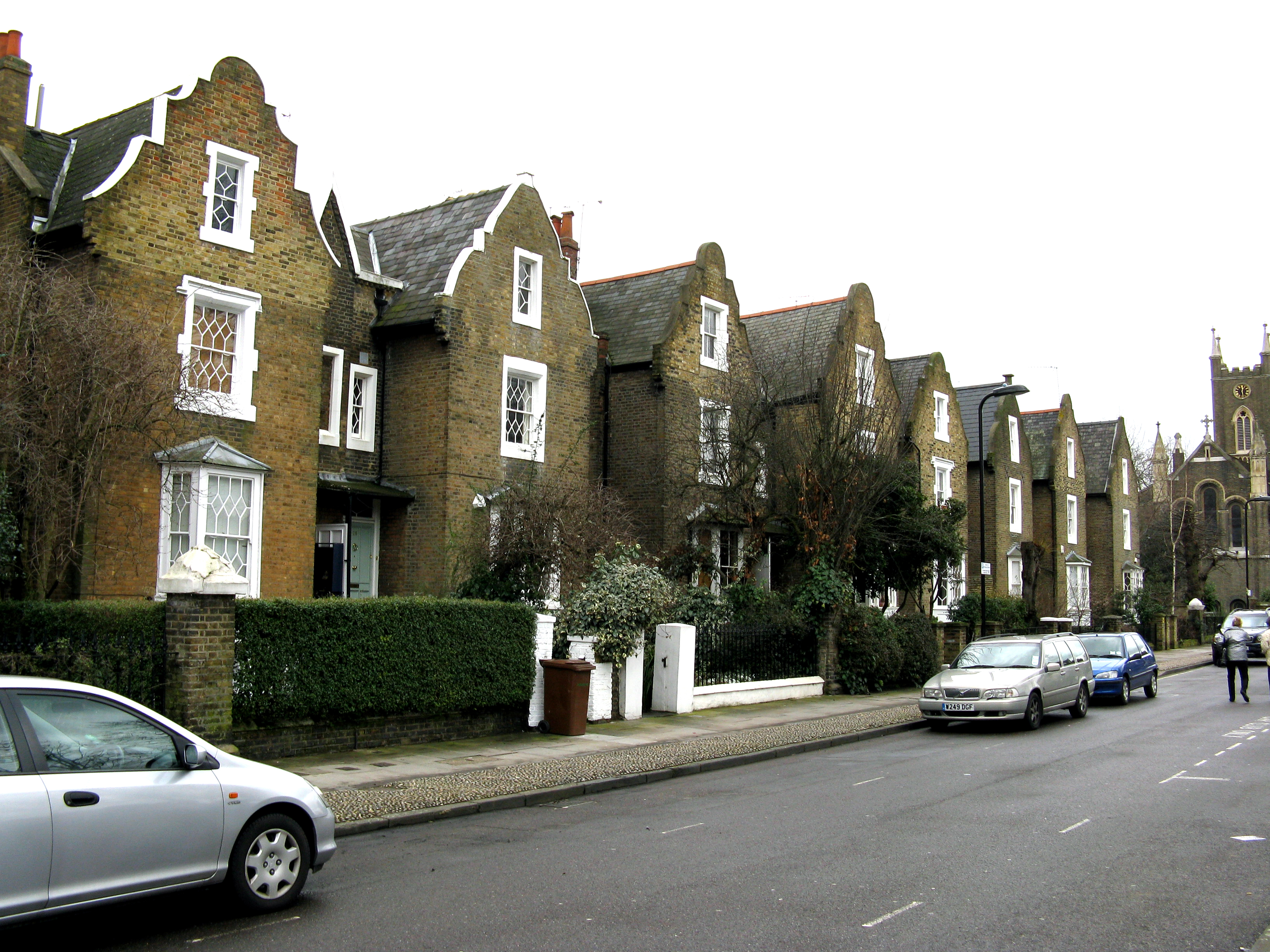
Case nella parte meridionale di De Beauvoir Square.

## Storia

### XIX secolo
Fino al 1820 l'area che ora corrisponde a De Beauvoir Town era campagna aperta con poche grandi abitazioni. Nel 1821 il costruttore William Rhodes, stimolato dall'apertura del Regent's Canal l'anno precedente, assicurò un contratto d'affitto di 0,6 km² di terra da Peter de Beauvoir, che in precedenza possedeva l'area. William Rhodes pianificò di costruire abitazioni per le classi superiori in un metodo molto particolare: infatti Rhodes voleva che si formassero quattro quadrati con quattro strade diagonali che, intersecandosi, formavano un ottagono. Tuttavia i lavori si interruppero nel 1823 quando si scoprì che Rhodes aveva ottenuto il contratto d'affitto illegalmente e dopo una causa che durò più di 20 anni l'area ritornò alla famiglia de Beauvoir .

Il rallentamento nella costruzione delle case di Rhodes significava che la sua clientela si spostò verso altri luoghi, in particolare nella periferia di West End. Lo schema pianificato da Rhodes venne ridimensionato. Infatti solo l'angolo sud-orientale (oggi De Beauvoir Square) della zona venne costruito come voleva Rhodes. Ciononostante le strade diagonali sono in parte sopravvissute a Enfield Road, Stamford Road e Ardleigh Road.

Nel 1840 l'area venne quasi totalmente occupata dalle classi superiori. Le uniche aree escluse dalla "invasione" furono Kingsland Basin e una parte della zona dove era stata costruita una fabbrica.

### XX secolo
Nel 1937, a causa del suo facile accesso a Kingsland Basin, l'angolo sud-orientale fra Downham Road ed Hertford Road venne ristrutturato per far spazio per scopi industriali. Poco dopo venne ristrutturata l'intera Downham Road, la quale era già stata ristrutturata per ragioni di business.
Nel 1960 la parte settentrionale di De Beauvoir Town venne ricostruita, battezzata come Kingsgate Estate e inclusa nel London Borough of Hackney. Più tardi l'intera De Beauvoir Town venne inclusa nel territorio di Hackney.

## Trasporti

### Stazioni
La stazione più vicina a De Beauvoir Town è quella di Dalston Kingsland, sulla London Overground.
Nell'area non sono presenti stazioni della metropolitana di Londra, tuttavia è possibile raggiungere la piazza anche con le stazioni di Angel, Old Street e Highbury & Islington.

### Autobus
L'area è ben servita dagli autobus londinesi.
- 21 (Newington Green - Lewisham)
- 30 (Marble Arch - Hackney Wick)
- 38/N38 (Victoria - Clapton)
- 43 (Friern Barnet - London Bridge Station)
- 56 (Smithfield - Whipps Cross)
- 67 (Aldgate - Wood Green)
- 73/N73 (Victoria - Seven Sisters)
- 76/N76 (Waterloo - Seven Sisters)
- 141 (London Bridge - Palmers Green)
- 149 (London Bridge - Edmonton Green)
- 242 (Tottenham Court Road - Homerton Hospital)
- 243/N243 (Waterloo - Wood Green)
- 277 (Highbury & Islington - Leamouth)
- 341 (Waterloo - Northumberland Park)
- 476 (Euston - Northumberland Park)